# Cerro Taapacá
Cerro Taapacá är ett berg i Chile.   Det ligger i regionen Región de Tarapacá, i den norra delen av landet, 1 700 km norr om huvudstaden Santiago de Chile. Toppen på Cerro Taapacá är 5 860 meter över havet.
Terrängen runt Cerro Taapacá är kuperad åt nordost, men åt sydväst är den bergig. Cerro Taapacá är den högsta punkten i trakten. Trakten runt Cerro Taapacá är nära nog obefolkad, med mindre än två invånare per kvadratkilometer.. Det finns inga samhällen i närheten. 
Trakten runt Cerro Taapacá är ofruktbar med lite eller ingen växtlighet.